# Monita Secreta
Os Monita Secreta são um código de instruções, supostamente dirigido por Cláudio Acquaviva, o quinto Superior Geral da Companhia de Jesus, para seus diferentes superiores hierárquicos, e que estabelece os métodos a serem adotados para o aumento do poder e influência da Ordem. Deveria ser adotado uma atitude de humildade fingida para obtenção de poder religioso, político e ganhos econômicos. É amplamente aceito tratar-se de uma falsificação - e reconhecido como tal desde 1615 -, tendo tido um sucesso considerável entre os inimigos dos jesuítas, ao longo dos séculos XVIII, XIX e XX.
Segundo o documento, todos os meios deveriam ser empregues para a aquisição de riquezas para a Ordem, como aliciar jovens promissores para engrossar as suas fileiras e adotá-los em suas propriedades; as viúvas ricas seriam dissuadidas de contrair novo casamento, dispondo propriedades que possuiam em favor da Ordem e encorajando os seus filhos a entrarem em religião; todos os meios deveriam ser utilizados para o avanço dos Jesuítas para as dioceses ou outras dignidades eclesiásticas e para desacreditar os membros de outras ordens, enquanto que o mundo seria persuadido de que a Companhia de Jesus era animada pelos motivos mais puros e menos interessado.
Os Monita são a fabricação de Jerome Zahorowski, um sacerdote polonês que foi expulso da ordem em 1611. Surgiram pela primeira vez em 1612 em Cracóvia, na forma de manuscrito, e foram impressos na mesma cidade em 1614. A sua suposta descoberta original é comumente atribuída a Cristiano, o Jovem, Duque de Brunswick-Lüneburg e Bispo de Halberstadt.
Depois do bispo de Cracóvia ter conedenado o panfleto, o Santo Ofício, em Roma, tomou idêntica medida em 28 de dezembro de 1616, considerando-o cheio de calúnias e difamações. Os jesuítas tentaram comprar todos os exemplares em circulação, mas já era tarde demais. Os Monita ganharam, a partir de então, uma história própria...
Do século XVII, conhecem-se 22 edições (em 7 idiomas diferentes) dadas à estampa na França, Inglaterra, Países Baixos, nas cidades italianas e outros países. Muitas vezes, outros textos anti-jesuítas foram adicionados. Num clima político-religioso onde o público temia o "poder" dos jesuítas, o panfleto foi bem sucedido e foi muitas vezes utilizado pelos protestantes, jansenistas e propagandistas da "teoria da conspiração dos jesuítas". Os mais proeminentes entre os adversários dos jesuítas, no entanto, reconheceram o panfleto como uma falsificação, como os jansenistas, Antoine Arnaud e Blaise Pascal.
No século XIX, após a restauração da Companhia de Jesus (1814), novas edições apareceram e serviram para uma nova campanha anti-jesuítica. Estas edições não mencionam que a natureza fraudulenta do panfleto foi reconhecido desde o início. Grandes nomes reconheceram o panfleto como falsa, como Ignaz von Dollinger, Franz Heinrich Reusch, Adolf von Harnack.
Nenhum historiador atual aceita esse documento como autêntico.